# 巴维尔 (奥恩省)
巴维尔（法語：Barville，法語發音：[baʁvil] ⓘ）是法国奥恩省的一个市镇，属于莫尔塔涅欧佩什区。

## 地理
巴维尔（48°28'58"N, 0°20'31"E）面积7.53 平方千米，位于法国诺曼底大区奧恩省，该省份为法国西北部内陆省份，北起顺时针与卡爾瓦多斯省、厄尔省、厄尔-卢瓦省、萨尔特省、马耶讷省和芒什省接壤。
与巴维尔接壤的市镇（或旧市镇、城区）包括：佩旺谢尔、萨尔特河畔圣于连、萨尔特河畔圣莱热、维代、布莱沃。
巴维尔的时区为UTC+01:00、UTC+02:00（夏令时）。

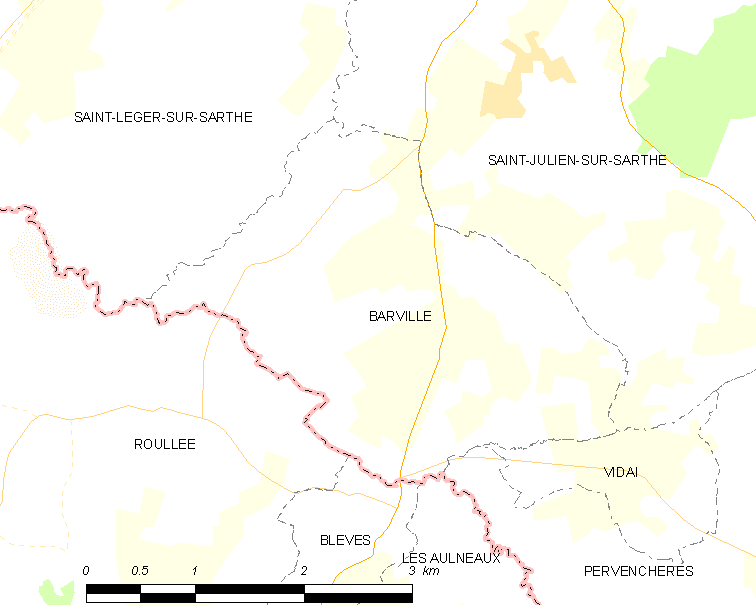
巴维尔的OSM定位图

## 行政
巴维尔的邮政编码为61170，INSEE市镇编码为61026。

## 政治
巴维尔所属的省级选区为埃库沃县。

## 人口

1962-2008年间巴维尔人口变化图示

巴维尔于2022年1月1日时的人口数量为185人。